# مئارنستین
مئارنستین (به انگلیسی: Mearnsetin) با فرمول شیمیایی C۱۶H۱۲O۸ یک ترکیب شیمیایی با شناسه پاب‌کم ۱۰۳۵۹۳۸۴ است. که جرم مولی آن ۳۳۲٫۲۶ g/mol می‌باشد. 